# Азиатский гологлаз
Азиа́тский гологла́з (лат. Ablepharus pannonicus) — вид сцинковых из рода Гологлазов.

## Внешний вид
Очень мелкая ящерица — длина тела не превышает 5 см. Раздельные веки отсутствуют, поверхность глаз покрыта неподвижной прозрачной оболочкой. Предлобные щитки отделены друг от друга выступающим углом лобного. Тело гибкое, веретенообразное, лапки короткие. Движения змееобразные. Чешуя гладкая, спинная немного крупнее брюшной. Верх серовато-оливковый или светло-бурый. Вдоль спины располагаются узкие бурые полоски. Иногда они отсутствуют, тогда спина однотонная, или в мелких буроватых пятнышках или черточках. От ноздри через глаз и дальше по бокам тянется бурая полоса со светлыми пятнышками посредине. Низ сероватый или светло-палевый.

## Образ жизни
Обитает в горах и в предгорных равнинах, поднимается на высоту 2500 м и выше. Селится в арчовых лесах среди густой травы близ воды. Активен днем. На зимовку уходит в октябре — ноябре, пробуждается во второй половине февраля. В солнечные дни выползает и зимой.
Питается жуками, муравьями, пчелами, клопами, пауками, мокрицами.
Откладка яиц заканчивается в июле. В кладке обычно 3-4 яйца длиной около 1 см.

## Распространение
Ареал азиатского гологлаза простирается от Саудовской Аравии, Йемена, Сирии и Кипра на западе, через Ирак, Иран, Афганистан, до Пакистана и Северо-Западной Индии на востоке. На территории бывшего СССР встречается в Закавказье (Азербайджан и Юго-Восточная Грузия) и в Средней Азии (в Туркмении, Узбекистане, Таджикистане).